# Таяни, Антонио
Анто́нио Тая́ни (итал. Antonio Tajani; род. 4 августа 1953, Рим, Италия) — итальянский политический и государственный деятель; министр иностранных дел Италии с 2022 года, европейский комиссар по транспорту в 2008—2010 и по промышленности и предпринимательству с 2010 по 2014 год. Также являлся одним из вице-председателей Еврокомиссии.
Возглавлял Европарламент с 17 января 2017 по 3 июля 2019 года.
Заместитель премьер-министра и министр иностранных дел Италии с 22 октября 2022 года.

## Биография
Родился в семье армейского офицера и учительницы, единственный ребёнок в семье. Окончил юридический факультет университета Ла Сапиенца в Риме. В армии служил офицером ПВО на радаре в Сан-Джованни-Театино.
Профессиональный журналист с 1980 года, был парламентским репортёром и редактором журнала Il Settimanale, телеведущим RAI и, главой римской редакции газеты Il Giornale, где сотрудничал с [Индро Монтанелли]. Был специальным корреспондентом в Ливане, Советском Союзе и Сомали.
В молодости являлся заместителем секретаря Молодёжного монархического фронта — молодёжной организации Итальянского монархического союза (Unione monarchica italiana).
Вместе с Чезаре Превити, Джулиано Урбани, Антонио Мартино и Марчелло Делль’Утри 29 июня 1993 года участвовал в собрании юристов и других лиц, связанных с интересами компании Сильвио Берлускони «Фининвест», положившем начало политической группе «Вперёд, Италия! Ассоциация за хорошее правительство» (Forza Italia! Associazione per il buon governo), выросшей в партию «Вперёд, Италия», стал членом совета директоров и региональным координатором партии в Лацио, и занимал эту должность до 2005 года. Тогда же был представителем председателя Совета министров в первом правительстве Берлускони.
В 1996 году потерпел поражение на выборах в парламент (получил 45,3 % голосов против 48,8 у представителя левоцентристской коалиции). В 2001  был кандидатом в мэры Рима от правоцентристской коалиции «Дом свобод», набрал 45,12 % в первом туре и 47,83 % во втором, проиграв левоцентристу Вальтеру Вельтрони (52,17 %), однако был избран в городской совет Рима.

## Деятельность в Европейских органах
В 1994 году был избран депутатом Европарламента; был председателем фракции партии «Вперёд, Италия» в ЕП, а также участником многочисленных комиссий и делегаций. С 2002 один из 10 вице-президентов Европейской народной партии. Переизбравшись в 2004 году, стал главой группы депутатов от «Вперёд, Италия».
Был членом Европейского конвента, разработавшего текст Европейской конституции, так и не вступившей в силу.
В мае 2008 года сменил Франко Фраттини на месте представителя Италии в Еврокомиссии в связи с его переходом на должность министра иностранных дел Италии. За его назначение в должности комиссара по транспорту высказались 507 депутатов Европарламента, против — 53. Тогда же стал одним из 5 вице-председателей Еврокомиссии. Находясь в должности комиссара по транспорту, способствовал принятию нового Транспортного регламента ЕС, устанавливающего общие правила защиты прав пассажиров на воздушном транспорте.
9 февраля 2010 года в обновлённом составе Еврокомиссии получил портфель комиссара по промышленности и предпринимательству, а также остался в должности вице-председателя комиссии. 16 ноября 2013 года, с приостановкой деятельности партии «Народ свободы», присоединился к возрождённой партии «Вперёд, Италия», 24 марта 2014 года вошёл в исполнительный комитет партии.
Вернулся к депутатской работе в Европарламенте после выборов 16 апреля 2014 года. когда занял пост вице-президента (453-мя голосами, отвечал за вопросы безопасности, межрелигиозный диалог и Дом европейской истории).
В ноябре 2014 года отказался от материального возмещения в конце своего мандата, которое причиталось ему как бывшему вице-президенту Комиссии: сумма около 13000 евро в месяц в течение трёх лет (в общей сложности 468000 евро), обосновав это «выбором совести», «посчитав уместным продемонстрировать трезвость и солидарность в момент больших трудностей для граждан Европы».
Был выдвинут фракцией Европейской народной партии на пост председателя Европейского парламента и 17 января 2017 года избран в четвёртом туре голосования (получил 351 голос, срок полномочий окончился 3 июля 2019).
До и во время предвыборной кампании парламентских выборов 4 марта 2018 года несколько раз указывался лидером Forza Italia Сильвио Берлускони в качестве возможного кандидата на пост председателя Совета министров. 5 июля стал одним из вице-председателей «Вперёд, Италия».
26 мая 2019 года был переизбран в Европарламент. 3 июля, решив не подавать повторную заявку на пост президента Европейского парламента, покинул этот пост и был избран председателем Комитета по конституционным вопросам (AFCO), также был избран председателем Конференции председателей комитетов Европарламента. 21 ноября 2019 года избран вице-председателем Европейской народной партии.
26 января 2022 года был переизбран на пост президента Комитета по конституционным вопросам Европарламента.
На парламентских выборах 25 сентября 2022 года был избран депутатом, получив в своём округе 49 % голосов.
С 22 октября 2022 года — вице-премьер правительства и министр иностранных дел Италии.

## Политические взгляды и заявления
Заявлял, что устранение Муаммара Каддафи было «ошибкой», отмечая, что существовавшее итало-ливийское соглашение было решением «иммиграционной чрезвычайной ситуации».
Противник усыновления детей в однополых браках, считает, что дети гомосексуальных родителей страдают «серьёзными психологическими проблемами и интеграцией в общество».
В конце 2019 года объявил себя противником каннабиса, заявив: «Все те, кто употребляет тяжёлые наркотики, начали с косяка».
Противник эвтаназии. «Я всегда с уважением отношусь к тем, кто страдает, но я убежден, что никто не имеет права лишать себя жизни. Даже если вы страдаете».
О Муссолини: «Муссолини? Пока он не объявил войну всему миру вслед за Гитлером, пока он не принял расовые законы, ...он делал положительные вещи для создания инфраструктуры в нашей стране, а затем для её восстановления. С точки зрения конкретных фактов нельзя сказать, что он ничего не добился... Я не фашист, я никогда не был фашистом и не разделяю его политических взглядов. Но если уж быть честным, то Муссолини построил дороги, мосты, здания, спортивные сооружения, освоил многие уголки нашей Италии, институт промышленной реконструкции. Когда делаешь историческое суждение, оно должно быть объективным, тогда я не согласен с безумными расовыми законами и объявление войны было самоубийством». Однако позже извинился за эти слова, заявив: «Как стойкий антифашист, я прошу прощения у всех, кто возможно, обиделся на мои слова, которые никоим образом не имели целью оправдать недемократический и тоталитарный режим. Я всегда повторял, что Муссолини и фашизм были самой мрачной страницей в истории прошлого века».
Свободно говорит на английском, французском и испанском языках.

## Награды
- Орден князя Ярослава Мудрого III степени (4 сентября 2023 года, Украина) — за весомый личный вклад в укрепление межгосударственного сотрудничества, поддержку государственного суверенитета и территориальной целостности Украины, популяризацию Украинского государства в мире[32]
- Большой крест ордена Белой розы (22 октября 2023 года, Финляндия)[33]
- Большой крест ордена Заслуг (2023 год, Норвегия)[34]
- Большой крест ордена Изабеллы Католической (2024 год, Испания)[35]
- Большой крест ордена Гражданских заслуг (2013 год, Испания)[36]
- Офицер ордена Почётного легиона (2012 год, Франция)[37]
- Орден Восходящего солнца I степени (2021 год, Япония)[38]